# Atanasios Skaltsojanis
Atanasios Skaltsojanis (gr. Αθανάσιος Σκαλτσογιάννης ; ur. w 1878 w Etoliko, data i miejsce śmierci nieznane) – grecki płotkarz oraz skoczek w dal, olimpijczyk z Aten (1896).
Podczas Igrzysk w Atenach Skaltsojanis wystartował w dwóch konkurencjach lekkoatletycznych. W biegu eliminacyjnym na 110 metrów przez płotki odpadł w eliminacjach, natomiast jego wynik w skoku w dal jest nieznany. Wiadomo że było to miejsce poza czołową czwórką.
Skaltsojanis pracował jako strażnik w więzieniu, gdzie został zabity przez jednego z więźniów. Inne informacje o jego życiu są nieznane.